# Tôn Dị
Tôn Dị (giản thể: 孙异; phồn thể: 孫異; bính âm: Sun Yi; ? – ?), là tướng lĩnh Đông Ngô thời Tam Quốc trong lịch sử Trung Quốc.

## Cuộc đời
Tôn Dị quê ở huyện Phú Xuân, quận Ngô thuộc Dương Châu, là con trai thứ ba của tướng quân Tôn Thiều, sau hai anh trai Tôn Khải và Tôn Việt.
Năm 241, Tôn Thiều chết, các con của Thiều lần lượt được phân công chức quan. Dưới thời Cảnh đế Tôn Hưu (258–264), Tôn Dị giữ chức Lĩnh quân tướng quân.
Tháng 10 năm 263, Tào Ngụy cho quân đánh vào đất Thục nhằm tiêu diệt Thục Hán. Tôn Hưu cho các tướng chia quân cứu viện. Tôn Dị cùng Đinh Phong chỉ huy quân đội vượt sông Hán đánh Hán Trung. Đến tháng 11, Hậu chủ Lưu Thiện đầu hàng quân Ngụy, Đinh Phụng chỉ huy Đinh Phong, Tôn Dị chủ động rút quân.
Về sau không còn ghi chép, không rõ Tôn Dị mất năm nào. Năm 276, anh trai của Tôn Dị là Tôn Khải lo sợ Mạt đế Tôn Hạo hãm hại, dẫn theo vợ con cùng thân binh mấy trăm người đầu hàng nước Tấn. Không rõ gia đình Tôn Dị có chịu ảnh hưởng hay không.

## Trong văn hóa
Trong tiểu thuyết Tam quốc diễn nghĩa của La Quán Trung, Tôn Dị xuất hiện ở hồi 120 với tên Tôn Ký (孫冀), giữ chức Tả tướng quân. Tôn Hạo hay tin tướng quân Lục Kháng kết giao với tướng Dương Hỗ của Tấn, không muốn phát sinh chiến sự. Hạo bèn giáng Lục Kháng xuống làm Tư mã, lấy Tôn Ký thay thế. Sau chức Tả tướng quân lại do Thẩm Oánh nắm giữ.